# Félix Mantilla
Félix Mantilla Botella (ur. 23 września 1974 w Barcelonie) – hiszpański tenisista, reprezentant kraju w Pucharze Davisa.

## Kariera tenisowa
Treningi tenisowe podjął w wieku 10 lat. Był wyróżniającym się w kraju juniorem, w 1992 roku, razem m.in. z Albertem Costą, sięgnął po drużynowe trofeum Sunshine Cup.
W 1993 roku rozpoczął karierę zawodową, którą kontynuował do kwietnia 2008 roku.
W 1994 roku debiutował w głównym cyklu ATP World Tour, przegrywając jednak w 1 rundzie turnieju w Pradze z Àlexem Corretją. W 1995 roku awansował do czołowej setki rankingu światowego, notując pierwszy półfinał ATP World Tour w Walencji ponosząc porażkę ze Sjengiem Schalkenem i wreszcie pierwszy finał w tym cyklu − w Buenos Aires, gdzie musiał uznać wyższość Carlosa Moyi.
Sezon 1996 okazał się przełomowy w karierze Mantilli. Hiszpan debiutował w turnieju wielkoszlemowym, dochodząc do 3 rundy French Open, był również w ćwierćfinale imprezy ATP Masters Series w Monte Carlo. Odniósł także pierwsze turniejowe zwycięstwo w cyklu ATP World Tour, po finale w Porto z Hernánem Gumym. Mantilla ponadto osiągnął 4 dalsze finały, w Sankt Pölten, Gstaad, San Marino oraz Umagu. Rezultaty te nie mogły pozostać bez wpływu na znaczny awans Hiszpana w rankingu − rok 1996 zakończył w najlepszej dwudziestce tenisistów na świecie.
Pozycję w czołówce światowej, szczególnie na kortach ziemnych, Mantilla ugruntował w kolejnym sezonie, chociaż rozpoczął go udanie na innej nawierzchni − pierwszym w karierze wielkoszlemowym ćwierćfinałem w Australian Open, w którym przegrał z Carlosem Moyą. W maju tegoż roku Mantilla doszedł do finału ATP Masters Series w Hamburgu, pokonując m.in.  Borisa Beckera i Tommy'ego Haasa oraz zwycięzcę z poprzedniej edycji Roberto Carretero. Mecz finałowy z Andriejem Medwiediewem jednak Mantilla zakończył porażką. Latem Hiszpan wygrał na mączce ceglanej 5 imprez − w Bolonii (w finale z mistrzem French Open Gustavo Kuertenem), Gstaad, Umagu, San Marino i Bournemouth (z Carlosem Moyą). Na US Open Mantilla osiągnął 4 rundę. Rezultaty uzyskane w zawodach wielkoszlemowych pozwoliły mu na udział w niepunktowanym, ale dobrze płatnym Pucharze Wielkiego Szlema w Monachium, gdzie uległ w 1 rundzie w trzech setach liderowi rankingu Pete'owi Samprasowi. Sezon 1997, w którym osiągnął bilans 53 wygranych przy 22 porażkach i zarobił przeszło milion dolarów, Mantilla zakończył na 16. miejscu na świecie.
W czerwcu 1998 roku Mantilla osiągnął najwyższą pozycję rankingową w karierze, awansując na 10. miejsce. Pozycję tę zawdzięczał przede wszystkim półfinałowi French Open, do którego awansował po wyeliminowaniu m.in. Thomasa Mustera. W dalszej części sezonu Hiszpan ponownie okazał się najlepszy w Bournemouth, a ponadto dochodził do finałów w Dubaju i Long Island.
W 1999 roku wygrał 1 turniej, po finałowym zwycięstwie w Barcelonie z Karimem al-Alamim. W dwóch turniejach ATP Masters Series na kortach ziemnych, w Monte Carlo i Rzymie, dochodził do półfinałów. W Indian Wells, na twardej nawierzchni, wyeliminował Pete Samprasa.
W 2000 roku Mantilla nie zdołał odnieść turniejowego zwycięstwa, a pół sezonu stracił ze względu na kontuzję. Na korty powrócił w styczniu 2001 roku, a w kolejnych miesiącach awansował do finału w Estoril, gdzie pokonał go Juan Carlos Ferrero. Także w 2001 roku Mantilla doczekał się po dwuletniej przerwie wygranej turniejowej w ATP World Tour, po finale w Palermo z Davidem Nalbandianem. W półfinale tych rozgrywek Mantilla obronił 9 piłek meczowych w pojedynku z Albertem Portasem.
W 2002 roku największe sukcesy Mantilla osiągnął na kortach twardych, docierając do finałów w Ad-Dausze i Indianapolis.
W sezonie 2003 Mantilla odniósł triumf w rozgrywkach ATP Masters Series w Rzymie, w finale pokonując Rogera Federera. W drodze po tytuł w Rzymie pokonał też m.in. Davida Nalbandiana, Alberta Costę i Jewgienija Kafielnikowa. W tym samym roku Hiszpan był również w 4 rundzie Australian i French Open. W Australii stoczył cztery mecze pięciosetowe z rzędu, a porażkę w 4 rundzie z Sébastienem Grosjeanem zanotował mimo prowadzenia 2:0 w setach.
W sezonie 2004 Hiszpan zdołał utrzymać się w pierwszej setce rankingu, ale nie był w finale. Najlepszy rezultat zanotował w Sopocie, gdzie w półfinale uległ Rafaelowi Nadalowi.
W 2005 roku kryzys formy Hiszpana pogłębiły kontuzje. Po raz pierwszy od dziesięciu lat Mantilla wypadł z czołowej setki rankingu, a po US Open w ogóle nie występował z powodu urazu ramienia. Pozostawał nieobecny na kortach także w 2006 roku, w związku ze zdiagnozowaniem choroby nowotworowej skóry. Po rocznej terapii powrócił do tenisa w kwietniu 2007 roku.
Félix Mantilla ma także na koncie kartę reprezentacyjną. W Pucharze Davisa wystąpił raz, w 1999 roku na otwarcie meczu z Nową Zelandią pokonując Marka Nielsena w pięciu setach. W 1997 roku Mantilla był w składzie hiszpańskiej reprezentacji, która sięgnęła po Drużynowy Puchar Świata. Wygrał wszystkie swoje pojedynki w singlu (łącznie 4), przyczyniając się do sukcesu.
Mantilla, podobnie jak większość Hiszpanów, największe sukcesy osiągnął na kortach ziemnych. Do tej nawierzchni pasuje jego styl gry, oparty na regularności z głębi kortu, wzmocniony walecznością i ambicją. Jest graczem praworęcznym, uderzenia − przede wszystkim topspinowe − wyprowadza z charakterystycznym dużym zamachem (w tym także jednoręczny bekhend).

### Finały w turniejach ATP World Tour
| Legenda                                      |
| -------------------------------------------- |
| Wielki Szlem                                 |
| Igrzyska olimpijskie                         |
| Tennis Masters Cup / ATP Finals              |
| ATP Masters Series / ATP Tour Masters 1000   |
| ATP International Series Gold / ATP Tour 500 |
| ATP International Series / ATP Tour 250      |

#### Gra pojedyncza (10–11)
| Końcowy wynik | Nr  | Data              | Turniej      | Nawierzchnia | Przeciwnik          | Wynik finału          |
| ------------- | --- | ----------------- | ------------ | ------------ | ------------------- | --------------------- |
| Finalista     | 1.  | 12 listopada 1995 | Buenos Aires | Ceglana      | Carlos Moyá         | 0:6, 3:6              |
| Finalista     | 2.  | 26 maja 1996      | Sankt Pölten | Ceglana      | Marcelo Ríos        | 2:6, 4:6              |
| Zwycięzca     | 1.  | 16 czerwca 1996   | Porto        | Ceglana      | Hernán Gumy         | 6:7(5), 6:4, 6:3      |
| Finalista     | 3.  | 14 lipca 1996     | Gstaad       | Ceglana      | Albert Costa        | 6:4, 6:7(2), 1:6, 0:6 |
| Finalista     | 4.  | 11 sierpnia 1996  | San Marino   | Ceglana      | Albert Costa        | 6:7(7), 3:6           |
| Finalista     | 5.  | 18 sierpnia 1996  | Umag         | Ceglana      | Carlos Moyá         | 0:6, 6:7(4)           |
| Finalista     | 6.  | 11 maja 1997      | Hamburg      | Ceglana      | Andrij Medwediew    | 0:6, 4:6, 2:6         |
| Zwycięzca     | 2.  | 15 czerwca 1997   | Bolonia      | Ceglana      | Gustavo Kuerten     | 4:6, 6:2, 6:1         |
| Zwycięzca     | 3.  | 13 lipca 1997     | Gstaad       | Ceglana      | Juan Albert Viloca  | 6:1, 6:4, 6:4         |
| Zwycięzca     | 4.  | 27 lipca 1997     | Umag         | Ceglana      | Sergi Bruguera      | 6:3, 7:5              |
| Zwycięzca     | 5.  | 10 sierpnia 1997  | San Marino   | Ceglana      | Magnus Gustafsson   | 6:4, 6:1              |
| Zwycięzca     | 6.  | 14 września 1997  | Bournemouth  | Ceglana      | Carlos Moyá         | 6:2, 6:2              |
| Finalista     | 7.  | 15 lutego 1998    | Dubaj        | Twarda       | Àlex Corretja       | 6:7(0), 1:6           |
| Finalista     | 8.  | 30 sierpnia 1998  | Long Island  | Twarda       | Patrick Rafter      | 6:7(3), 2:6           |
| Zwycięzca     | 7.  | 20 września 1998  | Bournemouth  | Ceglana      | Albert Costa        | 6:3, 7:5              |
| Zwycięzca     | 8.  | 18 kwietnia 1999  | Barcelona    | Ceglana      | Karim al-Alami      | 7:6(2), 6:3, 6:3      |
| Finalista     | 9.  | 15 kwietnia 2001  | Estoril      | Ceglana      | Juan Carlos Ferrero | 6:7(3), 6:4, 3:6      |
| Zwycięzca     | 9.  | 30 września 2001  | Palermo      | Ceglana      | David Nalbandian    | 7:6(2), 6:4           |
| Finalista     | 10. | 6 stycznia 2002   | Ad-Dauha     | Twarda       | Junus al-Ajnawi     | 6:4, 2:6, 2:6         |
| Finalista     | 11. | 18 sierpnia 2002  | Indianapolis | Twarda       | Greg Rusedski       | 7:6(6), 4:6, 4:6      |
| Zwycięzca     | 10. | 11 maja 2003      | Rzym         | Ceglana      | Roger Federer       | 7:5, 6:2, 7:6(8)      |